# آير (إسكتلندا)
آير هي بلدة مقاطعة، في المملكة المتحدة، تقع في South Ayrshire ‏، بلغ عدد سكانها 46,849 نسمة وذلك حسب إحصائيات سنة 2011، رمزها البريدي هو G84.

## الموقع
تشترك في الحدود مع:
- Prestwick [الإنجليزية]‏.

## مدن توأم
المدن التوأم:
- سن جرمن آن له.

## أعلام
- ألان ميكنالي
- جون لودون ماك آدم
- روبرت كامبل
- درو ماكنتاير
- جاكي ميكنالي
- جاكي روبرتسون
- عبد القادر الصوفي
- فرانك تومسون
- كريغ بيرلي
- ستيوارت مكجرادي